# Amanç de Rodés
|  | Per a altres significats, vegeu «Sant Amand». |

Amanç o Amanci de Rodés (Sud de França?, s. V - Rodés, Avairon, ca. 487) fou el primer bisbe de la diòcesi de Rodés (Avairon). És venerat com a sant per diverses confessions cristianes.

## Biografia
Segons Sidoni Apol·linar, Rodés havia tingut bisbes més antics, però el primer esmentat amb aquest títol és Amanç, al segle v. Va rebre la missió de restaurar la comunitat cristiana de Rodés després de la destrucció que hi havien fet les invasions bàrbares. Amanç va tornar a predicar-hi i a reevangelitzar la zona, que la tradició volia evangelitzada ja per Sant Marcial de Llemotges. Es convertiria així en el fundador de la diòcesi. No es coneix res més de la seva vida.

## Veneració
És el patró de la diòcesi i la ciutat. Altres llocs prenen el seu nom, a partir de capelles fundades en honor seu, com Sent Chamas (Boques del Roine) o el veïnat de Sant Amanç (Sant Feliu de Guíxols), format al voltant del santuari del sant, que existia des del segle xiii i que, beneït el 1649, fou abandonat.
Té també una església dedicada al veïnat de Sant Amanç d'Anglès que existia el 1019 com a parròquia que posteriorment fou annexada a la parròquia de Sant Martí Sapresa.